# Spindler
Spindler is een historisch merk van motorfietsen.
De bedrijfsnaam was: Spindler Motorfahrzeugbau AG, Kassel (1922-1925).
Spindler Duits merk dat machines met 149ccBekamo-tweetakt-inbouwmotoren bouwde.
Honderden merken ontstonden op die manier rond 1922: men zocht emplooi, vaak nadat men oorlogsproductie had gedraaid tijdens de Eerste Wereldoorlog en wilde voorzien in de vraag naar betaalbare vervoermiddelen. Dat kon tamelijk eenvoudig door inbouwmotoren bij andere merken in te kopen en die in eigen frames te monteren. Het grote aantal van deze bedrijfjes betekende echter dat ze nauwelijks landelijk konden verkopen en al helemaal geen dealernetwerk konden opbouwen. De teloorgang concentreerde zich grotendeels in één jaar: 1925, toen ruim 150 van deze merken weer verdwenen. Dat gebeurde ook met het merk Spindler.